# Atari Teenage Riot
Atari Teenage Riot é uma banda alemã de hardcore techno formada em 1992 por Alec Empire, Hanin Elias e Carl Crack. Posteriormente Nic Endo uniu-se a banda. O principal motivo que originou a banda foi para contestar a crescente onda de bandas neonazistas no cenário da música eletrônica na Alemanha, suas letras eram explicitamente politizadas e seus shows quase sempre acabavam em tumultos com a polícia.

## História

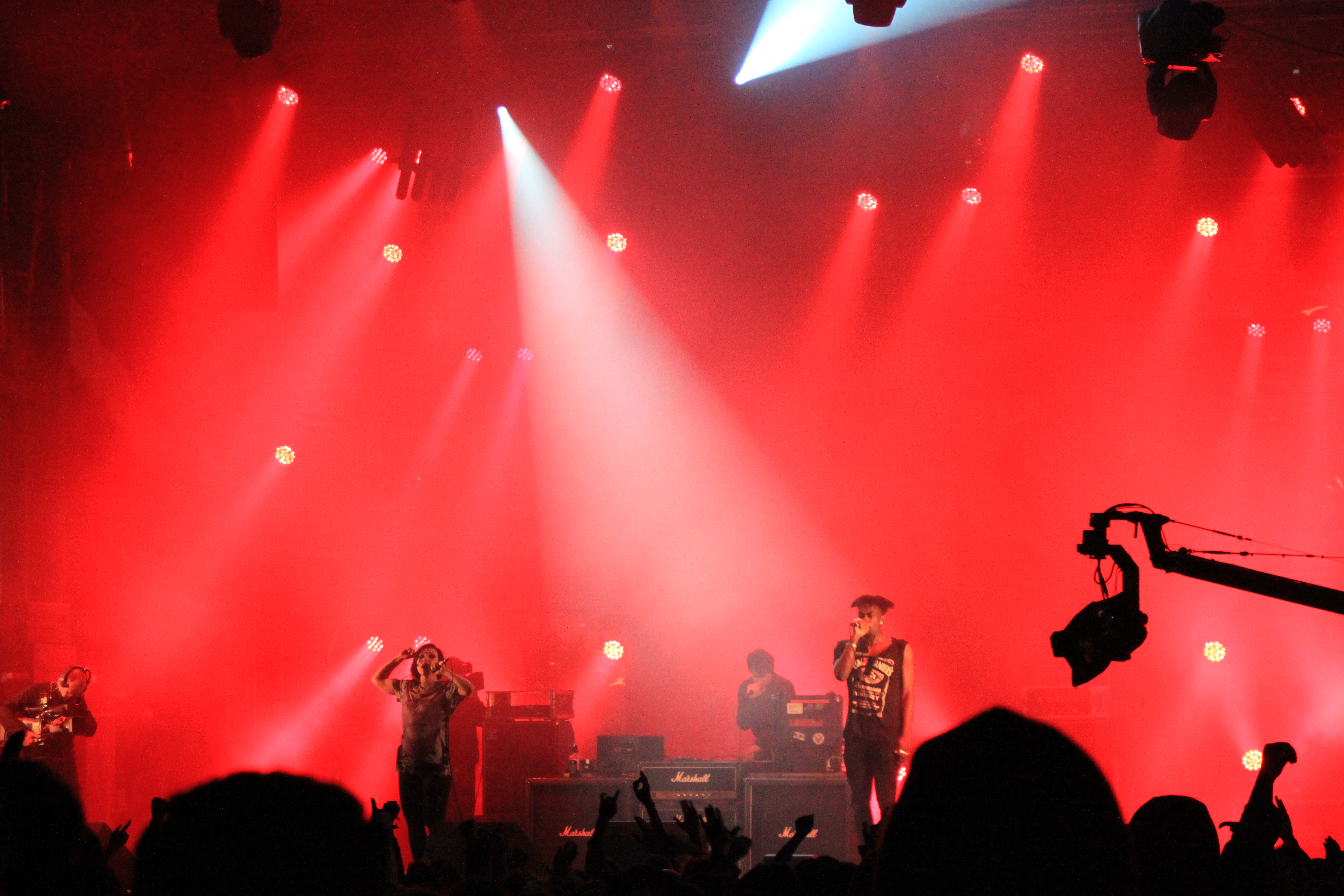
A.T.R., Hellfest 2013.

### Caos e desordem na música eletrônica
Altamente política, eles fundiram uma música eletrônica, barulhenta e com pitadas de techno, com guitarras distorcidas, ideais anarquistas, antinazistas e um vocal típicamente punk. Apesar de a sonoridade da banda ter sido rotulada por muito tempo como "eletrônica", o próprio Alec Empire dizia que não era um rótulo que o Atari Teenage Riot se encaixava pelo som da banda ser "barulhento demais".
Muitas vezes os lugares onde o Atari Teenage Riot tocava não suportavam tecnicamente as grandes distorções e o barulho feito pelo quarteto e muitos aparelhos simplesmente estouravam. Para Alec Empire, o som do Atari Teenage Riot poderia ser chamado de "Riot Sound" (algo como som de revolta) e a canção do ATR gerava sempre tumultos.
Em 1999 em Berlin (cidade natal da banda), houve um grande tumulto envolvendo centenas de fãs do grupo e a polícia local. O grupo chegou até a ser investigado pelo Verfassungschutz, uma repartição do serviço secreto alemão que investiga grupos que representam perigo para a sociedade. O Atari Teenage Riot chegou até ser preso em outra apresentação em Berlin, por terem "incitado as pessoas à violência" durante uma passeata anti-nazista em 1º de maio. A banda estava tocando a canção "Revolution Action" em um caminhão estacionado no meio do evento quando de repente começou uma briga entre a polícia e os manifestantes, que totalizavam cerca de 30.000 pessoas.
De acordo com Alec Empire, "frontman" da banda, "houve um grande distúrbio, e era difícil cantar por causa do gás lacrimogêneo. As pessoas jogavam pedras e a situação saiu do controle. Os policiais atiraram pedras em nós e depois acabamos presos." Depois de poucas horas, porém, a banda foi libertada sem ter que pagar qualquer tipo de fiança.

### O "fim" dos Atari Teenage Riot
Uma das últimas apresentações do ATR foi no Brixton Academy em Londres, um dos shows mais extremos do grupo. Carl Crack teve um ataque de pânico durante o voo para Londres provavelmente devido ao seu envolvimento com drogas. Hanin Elias também teve problemas na turnê e a banda se encontrava em um estado psicológico deplorável.
Em 9 de setembro de 2001, Carl Crack acabou sofrendo uma overdose e morreu aos 30 anos de idade. Carl sempre teve muitos problemas psicológicos desde sua adolescência. Após a morte de Carl a banda não se reuniu de novo. Hanin Elias partiu para trabalhar em seu projeto solo, assim como Alec Empire e Nic Endo (esses dois últimos continuam trabalhando juntos).

## Reunião
Em Janeiro de 2010, foi anunciado que o Atari Teenage Riot iria se reunir para alguns shows, e no começo de Março de 2010 Alec Empire lançou uma nova faixa do Atari Teenage Riot chamada "Activate" em sua página no site Soundcloud. É a primeira música com o novo integrante da banda o MC CX Kidtronik e foi gravada em 3 de Março de 2010 no Hellish Vortex Studios em Berlin.
Em 2012 a banda volta ao Brasil pela segunda vez, através de um projeto de financiamento coletivo liderado por fãs e por ex-membros do Núcleo TEMP. A apresentação aconteceu na casa de shows Cine Jóia e ficou marcada por invasões no palco. A primeira vinda ao Brasil ocorreu em 1998.

## Discografia

### Álbuns de estúdio
- 1993 - Hetzjagd auf Nazis
- 1995 - Delete Yourself!
- 1997 - The Future of War
- 1999 - 60 Second Wipe Out
- 2011 - Is This Hyperreal?
- 2014 - Reset

### Coletâneas
- 1997 - Burn, Berlin, Burn!
- 2002 - Redefine the Enemy - Rarities and B-Side Compilation 1992-1999
- 2006 - Atari Teenage Riot: 1992–2000
- 2006 - Unreleased Tracks 1991-1994

### Álbuns ao vivo
- 1996 - Live in Stuttgart (One-Off Shit Let's Go!)
- 1998 - Live in Philadelphia Dec. 1997
- 1999 - Live at Brixton Academy
- 2011 - Riot in Japan 2011

### EP
- 1993 - Kids Are United E.P.
- 1996 - Not Your Business E.P.
- 1997 - Sick to Death
- 1999 - Revolution Action E.P.
- 1999 - Too Dead for Me E.P.
- 2000 - Rage E.P.

### Singles
- 1993 - "ATR" ("Atari Teenage Riot")
- 1994 - "Raver Bashing" (split com "Together for Never" por Alec Empire)
- 1996 - "Speed/Midijunkies"
- 1996 - "Deutschland Has Gotta Die!"
- 1997 - "Destroy 2000 Years of Culture"
- 1997 - "Paranoid" (split com "Free Satpal Ram" por Asian Dub Foundation)
- 1999 - "Atari Teenage Riot II"
- 2010 - "Activate"